# El Manaruniversiteit van Tunis
De El Manaruniversiteit van Tunis (Frans: Université de Tunis El Manar; Arabisch: جامعة تونس المنار) is een universiteit in de Tunesische hoofdstad Tunis.
De universiteit is in 1987 opgericht als Université des sciences, des techniques et de médecine de Tunis. In 2000 werd de naam gewijzigd in El Manaruniversiteit van Tunis.

## Faculteiten en instituten
De universiteit bestaat uit de volgende faculteiten en instituten:
- Faculteit Rechtsgeleerdheid en Politieke Wetenschappen
- Faculteit Economie en Bedrijfskunde
- Faculteit Wiskunde en Natuurwetenschappen
- Faculteit Geneeskunde
- Nationale Ingenieursschool van Tunis
- Hogeschool voor Gezondheidswetenschappen en Technieken van Tunis
- Bourguiba-instituut voor Levende Talen
- Pasteurinstituut
- Diergeneeskundig Onderzoeksinstituut
- Hoger Instituut voor Menswetenschappen
- Voorbereidend Instituut voor Technologie
- Hoger Instituut voor Medische Technologie
- Hoger Instituut voor Computerwetenschappen
- Hoger Instituut voor Toegepaste Biologische Wetenschappen
- Hoger Instituut voor Verpleegkunde van Tunis